# アルティガスの旗
アルティガスの旗はウルグアイの独立指導者ホセ・ヘルバシオ・アルティガスが掲げた旗である。東方州と連邦同盟の旗でもあり、現在のエントレ・リオス州の旗ともほぼ同一である。33人の東方人の旗と共にウルグアイの三つの国旗の一つを成し、国会の前に掲揚されている他、国家行事の際にも用いられる。

## 軍の紋章としての使用

ウルグアイ陸軍のラウンデル

ウルグアイ空軍のラウンデル

ウルグアイ海軍の海軍旗や、ウルグアイ空軍のラウンデル、ウルグアイ軍の円形章に用いられている。